# Poble Ndowé
Els ndôwé són un grup ètnic de Guinea Equatorial, els quals es diferencien pel seu idioma, anomenat "cômbè". El parla una part de la població, a causa de les grans migracions dels habitants d'aquest país, la varietat cultural, i el creixement d'altres ètnies en comparació a aquesta, concretament la fang de població molt superior a la ndôwé. Els colons espanyols els coneixien com a playeros, per oposició als Fang, majoritaris a l'interior.

## Història
Els ndôwé són un grup que habiten la major part de la costa de Guinea Equatorial i costa de Cameroun, que amb prou feines conserven les seves arrels. Ja per falta d'interès, o per ser una minoria davant altres grups molt més esteses. No es tenen dades concretes de com era el seu dialecte (denominat combe) abans de les colonitzacions sofertes pels diferents països que van arribar a Guinea Equatorial. En el combe es troben distintius que llunyanament recorden al francès i a l'anglès, així com altres que evidencien que no és un crioll, sinó una parla que se n'ha anat criollitzant amb el pas del temps. Els Ndowé, sempre orgullosos, es denominen "homes de la costa", pel seu origen, i mantenen una rivalitat amb els fang (els de l'interior) l'esmentada rivalitat, aparentment està desapareixent, encara que sempre hi ha algú disposat a revifar el foc.
Una de les llegendes sobre la rivalitat entre les dues tribus, Ndôwé i Fang, narra que els ndwé en viure a la costa, eren amos de la producció de sal marina, i els fang de l'interior anaven a comprar-los-la a les seves dones, les quals es dedicaven a aquests petits negocis. El mal fer de les dones ndôwé en donar-los sorra de platja (ja que a Guinea Equatorial la sorra de la platja majoritàriament és blanca) en comptes de la sal, va ser un dels contribuents de l'esmentada rivalitat.